# Росселли, Карло
Карло Росселли (итал. Rosselli; 16 ноября 1899, Рим — 9 июня 1937, Баньоль-де-л’Орн, Франция) — итальянский левый политик, журналист, историк, деятель антифашистского движения. Теоретик либерального социализма, в котором стремился объединить приверженность политических либералов к личным гражданским свободам со стремлением социалистов к равенству и социальной справедливости; либеральную парламентскую демократию и социалистические элементы в смешанной экономике. Брат историка Нелло Росселли.

## Биография
Родился в состоятельной тосканской семье еврейского происхождения. В Университете Флоренции учился у Гаэтано Сальвемини. Преподавал социальные науки в университете Боккони в Милане и в Высшем коммерческом институте в Генуе. Участвовал в Первой мировой войне в звании второго лейтенанта итальянской армии.

### Социализм и противостояние фашизму
Стал социалистом, ориентируясь на пример британских лейбористов и примыкая к умеренно-реформистскому крылу Филиппо Турати. В 1924 вступил в Унитарную социалистическую партию Турати и Джакомо Маттеотти. Писал статьи для журнала «Critica Sociale», активно выступая с антифашистских позиций, особенно после убийства Маттеотти. Вместе со своим братом Нелло Росселли, Эрнесто Росси и Гаэтано Сальвемини в 1925 году издавал нелегальную антифашистскую газету «Нон молларе!» («Non Mollare!»). В 1926 году с Пьетро Ненни издавал социалистический журнал «Куарто стато» («Quarto Stato»).
За соучастие в организации побега Турати из Италии во Францию на моторной лодке был осуждён и в 1927 году сослан на остров Липари, где работал над своей главной теоретической работой — книгой «Либеральный социализм». Рукопись была тайно переправлена за границу женой Росселли Марион. Когда книга вышла в Париже на французском языке, она была резко отрицательно встречена как либеральной, так и марксистской критикой.

### В изгнании в Париже: «Справедливость и свобода»

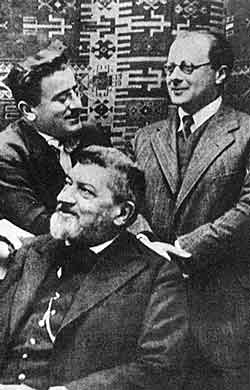
Карло Росселли с Филиппо Турати, 1932 год.

В 1929 году с двумя соратниками (писателем Эмилио Луссу и социалистом Фаусто Нитти) сумел через Тунис бежать в Париж, где основал антифашистское движение «Справедливость и свобода» («Giustizia e Libertà», «Джустиция э либерта»), объединившее «республиканцев, социалистов и демократов» в борьбе за «свободу, республику, социальную справедливость». «Справедливость и свобода», наряду с изданием в эмиграции одноименного еженедельника и нелегальным распространением в Италии теоретических публикаций, развернула активную подпольную деятельность против фашистского режима Муссолини.
В связи с этой деятельностью Карло Росселли высылали из Швейцарии (за организацию распространения с воздуха листовок над Миланом) и Германии (за срыв запланированной поездки Муссолини в Берлин при помощи организации акций протеста немецких профсоюзов) и едва не выслали из самой Франции.

### Гражданская война в Испании
Во время гражданской войны в Испании Росселли в числе первых прибыл в Барселону для защиты Испанской республики и противостояния фашизму. Бросив ставший знаменитым лозунг «Сегодня в Испании — завтра в Италии», он не только вёл пропагандистские радиопередачи из каталонской столицы, но и принимал участие в боевых действиях и был ранен в победоносном бою под Монте Пелато. Он лично командовал на Арагонском фронте добровольческой колонной «Батальон Маттеотти», состоявшей из итальянцев — членов «Справедливости и свободы», либералов, социалистов, коммунистов, синдикалистов и анархистов. Второй организатор батальона, анархист и профессор философии Камилло Бернери, был убит сталинистскими силами во время чистки анархистов и членов ПОУМ в Каталонии.
Опыт участия в гражданской войне в Испании способствовал радикализации Росселли и его переходу на более левые позиции. Так, он начал отстаивать опыт децентрализованной организации и социальной революции испанских анархистов из CNT-FAI. Карло Росселли призвал своих соратников определиться как революционных социалистов и одновременно либеральных коммунистов. Оставаясь крайне критически настроенным к руководству Советского Союза, он попытался превратить «Справедливость и свободу» в центр объединения всех пролетарских политических течений, включая компартию. Если изначально «Справедливость и свобода» входила в оппозиционную к последнему «Итальянскую антифашистскую концентрацию», к которой, впрочем, не присоединились ни коммунисты, ни христианские демократы, то в 1937 году она вступила в широкий Антифашистский альянс, куда также вошли социалисты, коммунисты и республиканцы.
Вообще, несмотря на свою критику марксизма, Росселли был открыт к сотрудничеству с марксистами. Так, он попытался найти союзника в лице высланного из СССР Льва Троцкого. В письме к последнему Росселли обращал внимание на то, что в «Италии имеются многочисленные троцкистские элементы, с которыми мы можем завязать контакты». Однако их встреча, состоявшаяся в мае 1934 года, осталась безрезультатной (Троцкий уклонился от предложения сотрудничества с журналом Росселли) и лишь углубила трения между «Справедливостью и свободой» и сталинистской компартией. Росселли также высоко ценил взгляды основателя итальянской компартии Антонио Грамши. Узнав о смерти последнего после многих лет фашистской тюрьмы, Росселли писал, что «человечество потеряло гения, а итальянская революция лишилась руководителя».

### Убийство

Знамя «Справедливости и свободы»

Первая попытка покушения на Росселли агента секретных служб, проникшего в ряды «Справедливости и свободы», была своевременно раскрыта и предотвращена в 1936 году. Однако в июне 1937 года лечившийся от ранения Карло вместе с братом Нелло был убит французскими кагулярами (членами подпольной ультраправой организации «Секретный комитет революционного действия» Эжена Делонкля), действовавшими в сговоре с итальянской военной разведкой. 10 июня (годовщина убийства Маттеотти) Карло Росселли нашли заколотым на пустынной дороге в Нормандии, в Баньоль-де-л’Орн. Обстоятельства убийства Росселли были использованы в романе Альберто Моравиа «Конформист» и одноименном фильме Бернардо Бертолуччи. Похороны Росселли на кладбище парижских коммунаров Пер-Лашез посетили сотни тысяч людей.
В годы войны и вооруженного Движения Сопротивления преемником «Справедливости и свободы» стала «Партия действия», а сформированные этой партией партизанские отряды по численности уступали только коммунистическим Гарибальдийским бригадам. В составе сил «Партии действия» была бригада, названная в честь Росселли. В знак признания крупного вклада этого движения в Сопротивление соратнику Росселли — Ферруччо Парри — в 1945 году было поручено формирование нового итальянского правительства.
В 1970-е годы Итальянская социалистическая партия объявила о своей приверженности доктрине либерального социализма Росселли.